# Нижнее Дерягино
Нижнее Дерягино — деревня в Козельском районе Калужской области. Входит в состав сельского поселения «Село Бурнашево».
Расположено на левом берегу реки Серёна, примерно в 5 км к северо-западу от села Бурнашево.

## Население
На 2010 год население составляло 5 человек.